# Powieść fantastyczna

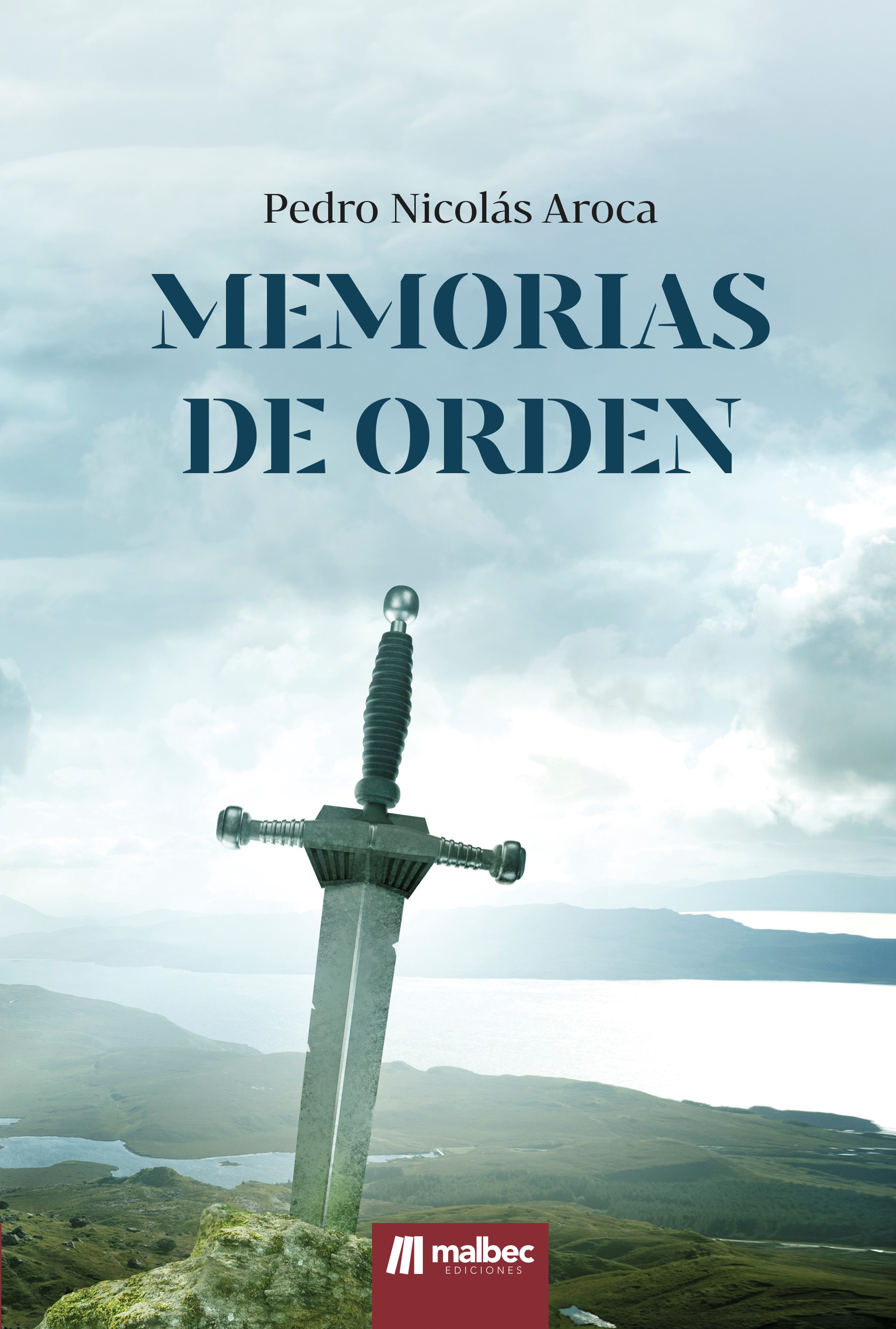
Okładka hiszpańskiej powieści fantastycznej

Powieść fantastyczna – powieść, w której świat przedstawiony kształtowany jest w ten sposób, że odbiega od tego, co w danej kulturze uznaje się za rzeczywiście istniejące, przy czym światu temu przypisuje się w toku narracji realny byt. Powieść fantastyczna wykorzystuje często tradycyjne wątki baśniowe, ludowe, a także przewidywania naukowo-techniczne.